# 潘集站
潘集站是一个阜淮线上的铁路车站，位于安徽省淮南市潘集区祁集乡黄岗村，建于1979年，目前为三等站，邮政编码为232087。目前不办理客运业务；货运：仅办理专用线、专用铁道整车货物发到；整车路用货物发到。